# Avicii
Avicii, egentligen Tim Bergling, ursprungligen Lidén, född 8 september 1989 i Oscars församling i Stockholm, död 20 april 2018 i Muskat i Oman, var en svensk discjockey, musiker, remixare, låtskrivare samt musikproducent. Flera musikpublikationer anger honom som en av de DJ:ar som populariserade den elektroniska musiken i början av 2010-talet, och åren 2011–2015 rankades han följdriktigt kontinuerligt på plats 3–7 på DJ Mag:s lista över världens 100 bästa DJ:ar.
Han inledde sin karriär vid 16 års ålder genom att lägga upp remixer av elektronisk musik på internetforum, vilket till sist ledde till ett skivkontrakt. Han gick Östra reals gymnasium. Genombrottet kom 2011 med låten "Levels", som blev en stor internationell hit, och följdes 2013 av debutalbumet True som nådde topp 10-placeringar i fler än femton länder och blev etta i Australien, Sverige och Danmark samt på Hot Dance Club Songs i USA. Albumet innehöll singeln "Wake Me Up" som kom att bli hans största hitlåt då den toppade de flesta listorna i Europa, låg 14 veckor i rad på Billboards lista för dans-/elektronisk musik och under en period var den mest spelade låten på Spotify. 
Avicii hade vid den tiden blivit en internationellt uppmärksammad DJ/musikproducent och som en av de största inom genren elektronisk dansmusik gav han konserter runt om i världen. 2015 kom det andra studioalbumet, Stories, men året därpå meddelade han att han skulle sluta turnera av hälsoskäl; dock ämnade han fortsätta producera musik.
Bland Aviciis övriga låtar som rönt kommersiella framgångar kan nämnas "Waiting for Love", "Without You", "Lonely Together", "I Could Be the One", "Fade into Darkness", "Hey Brother", "Addicted to You" och "Silhouettes". Avicii fick under sitt liv två Grammynomineringar: "Sunshine" med David Guetta (2012) samt för "Levels" (2013). 
Avicii begick självmord i Muskat i Oman 2018. Han var då 28 år. Avicii är gravsatt på Hedvig Eleonora kyrkogård i Stockholm.

## Biografi

### 1989–2011: Tidiga år
Avicii växte upp på Östermalm i Stockholm som son till företagaren Klas Bergling och skådespelaren Anki Lidén. Han har en halvbror på moderns sida, Anton Körberg, samt en halvsyster och en halvbror på faderns sida. Farfadern Birger Bergling var verksam vid Kungliga Operan.
Tim Bergling gick grundskolan på Gärdesskolan och gymnasiet på Östra Real. 2006 började Avicii göra housemusik som hobby. Två år senare inledde han ett samarbete med klubbarrangören Arash Pournouri. De tidigaste låtarna distribuerades gratis genom stora bloggar på internet i mitten av 00-talet. Artistnamnet Avicii tog han från namnet Avici på den lägsta nivån inom Naraka, buddhismens helvetesvärldar. Eftersom namnet Avici var upptaget på musikplattformen Myspace lade han till ett extra i på slutet.
Under 2010 släpptes singlarna "Ridvan", "Bromance" och "My Feelings for You", med Sebastien Drums. Singeln "Bromance" nådde topp 20 på topplistorna i Belgien, Nederländerna och Sverige. En version med låttext, betitlad "Seek Bromance", släpptes kort därefter och hamnade på den engelska singellistan och nådde nummer ett på den internationella Beatportlistan. 2011 samarbetade Avicii med David Guetta på låten "Sunshine", som nominerades till en Grammy.

### 2011–2012: Genombrott och popularitet

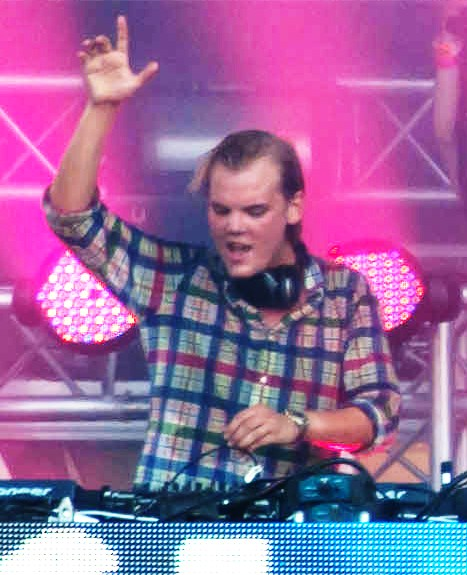
Avicii under ett uppträdande i Paris 2011.

Låten "Levels" ledde till ett större genombrott och blev genast en hit över hela världen. Singeln släpptes den 28 oktober 2011 och innehåller samplad sång från "Something's Got a Hold on Me" med Etta James. Avicii vann priset Årets låt för "Levels" vid Grammisgalan 2011. Den blev också nominerad till en Grammy.
Avicii höll i början av mars 2012 två konserter i Globen tillsammans med bland andra David Tort, Sebjak och Cazzette, vilka agerade förband. Fans hade tältat utanför entrén då det var ett så stort tryck på biljetter. Sedan en läktare rasat samman under den första spelningen, flyttades nästa spelning till Söderstadion i juni.
Tillsammans med Nicky Romero skrev han en låt med arbetstiteln "Nicktim". Sång av den svenska sångerskan Noonie Bao lades sedan på och låten kom då att heta "I Could Be the One". Avicii spelade live med Madonna på Ultra Music Festival 2012 och spelade då för första gången sin remix på Madonnas låt "Girl Gone Wild". I april 2012 släppte Avicii "Silhouettes" som två veckor senare nådde topp 100-listan på Spotify.

### 2013–2015:TrueochStories
2013 startade Avicii en kampanj kallad "Avicii X You" där folk kunde bidra med melodier, så kallade beats och effekter. Under en månad hade över 4 000 artister inkommit med cirka 13 000 bidrag utifrån vilka låten "X You" skapades. Till låten bidrog artisterna Kian Sang (melodi), Martin Kupilas (takter), Naxsy DJ-Compositeur (basgång), Haxxy (break), Jonathan Madray, Christian Westphalen och Mateusz Kolata (effekter).
Den 13 september 2013 släppte Avicii debutalbumet True. Första singeln, "Wake Me Up", med sång av Aloe Blacc, släpptes den 17 juni 2013 och blev en global succé. För sina framgångar under 2013 fick han i början av februari 2014 Regeringens Musikexportpris. I motiveringen uppmärksammades bland annat låten "Wake Me Up" som har legat etta på Itunes i över 60 länder samt sålt guld och platina i 25 länder. Han fick även 2013 års pris för kategorin Årets dans på P3 Guldgalan 2014. Den 27 februari 2014 blev "Wake Me Up" den mest spelade låten på Spotify någonsin, när singeln passerade 200 miljoner spelningar i hela världen. 
Den blev dock senare passerad av Ed Sheerans låt "Thinking Out Loud".
Mellan de båda albumen True och Stories skrev Avicii flera låtar tillsammans med andra artister. Singeln "A Sky Full of Stars" av Coldplay, som kom ut den 2 mars 2014, är en av låtarna som Avicii var med och producerade. Den 30 juni samma år släpptes David Guettas "Lovers on the Sun", som Avicii också hade bidragit till.
Den 9 september 2014 meddelade Avicii att han skulle komma att ge ut en ny singel med titeln "The Days". Singeln var ett samarbete med Robbie Williams. Ytterligare en ny låt, "The Nights", gavs sedan ut som en del av soundtracket till spelet FIFA 15. Den 2 oktober 2015 släppte Avicii sitt andra album, Stories. Den inkluderar bland annat "Waiting for Love", ett samarbete med Martin Garrix som premiärspelades av de båda DJ:arna på Ultra Music Festival 2015.

### 2016–2018:Avīci (01),Avicii: True Storiesoch bortgång
I mars 2016 meddelade Avicii att han skulle sluta turnera men fortsätta att producera musik. En av orsakerna var hans sviktande hälsa. Han led av bukspottkörtelinflammation. En sista Sverige-konsert gjordes på Tallriken i Pildammsparken i Malmö den 5 augusti 2016. I december samma år avslutade han samarbetet med sin manager Arash Pournouri. Den 10 augusti 2017 släpptes EP:n Avīci (01). En dokumentär, Avicii: True Stories, hade biopremiär den 26 oktober 2017 och regisserades av Levan Tsikurishvili.
Den 20 april 2018 hittades Avicii avliden inomhus på ett gods några mil utanför staden Muskat i Oman. Den 26 april 2018 gick Aviciis familj ut med ett öppet brev som antydde att han begick självmord. Begravningsceremonin hölls på Skogskyrkogården i Stockholm och han är gravsatt på Hedvig Eleonora kyrkogård. Hans föräldrar ärvde hans förmögenhet på 231 miljoner kronor.
Enligt skivbolagschefen Neil Jacobson på Geffen Records var Avicii klar med ett nytt album och Jacobson hade diskuterat detaljer med Avicii om skivan två dagar före hans bortgång. Jacobson beskrev det nya materialet som Aviciis bästa på flera år.

### 2019–2020:Tim

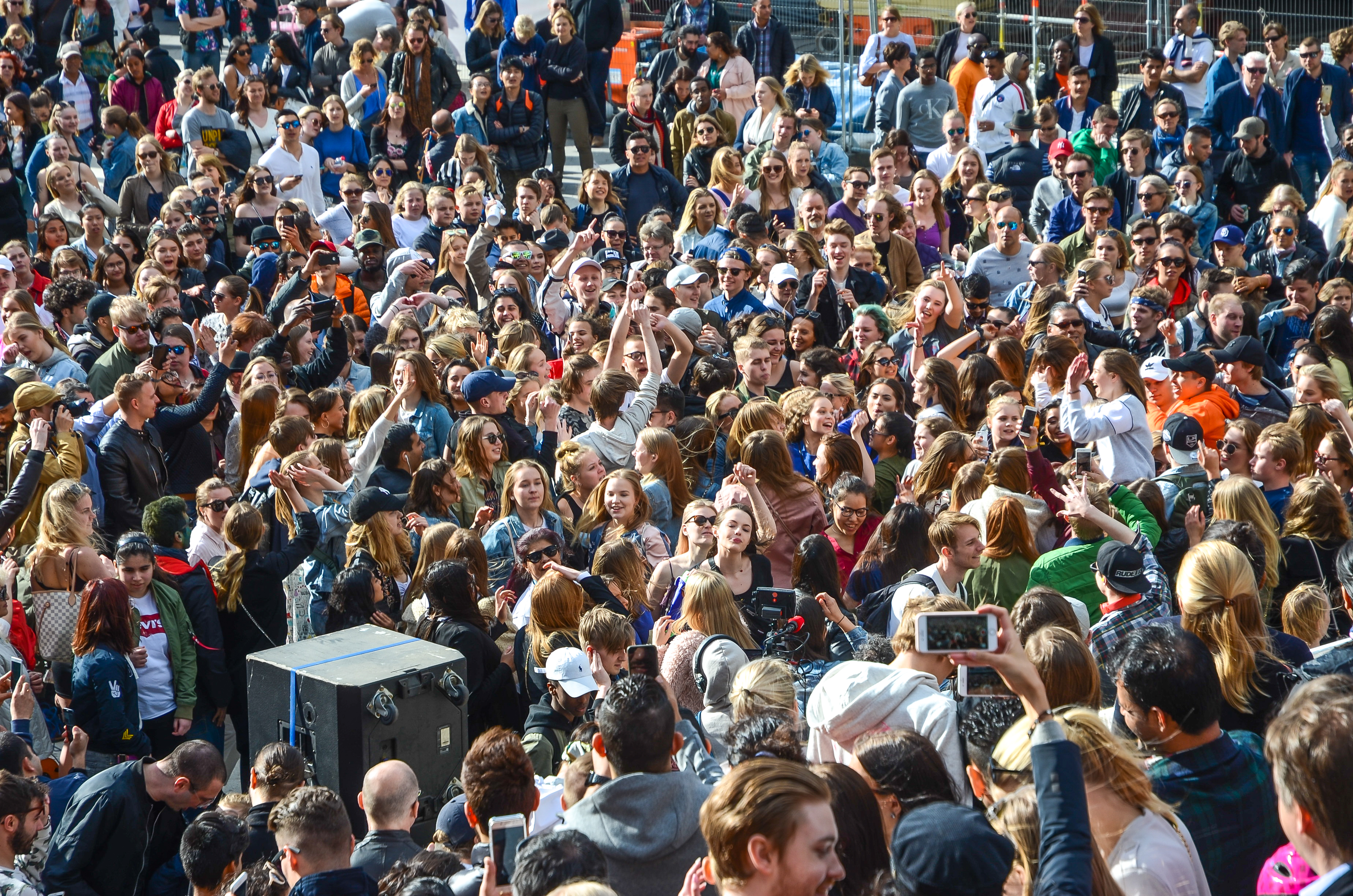
Minnesmanifestation med musik och spontandans på Sergels torg i Stockholm den 21 april 2018 efter Aviciis bortgång.

I april 2019 blev det klart att ett postumt studioalbum med titeln Tim skulle släppas den 6 juni 2019. Den första singeln, "SOS", med sång av Aloe Blacc, släpptes den 10 april 2019. Den toppade Sverigetopplistan och gick in på Billboard Hot Dance/Electronic Songs och Billboard Hot 100 där den fick placeringarna 6 respektive 68. Alla intäkter från albumet går till familjens stiftelse Tim Bergling Foundation, som arbetar med att förhindra psykisk ohälsa och självmord. Den andra singeln, "Tough Love", utgavs den 9 maj 2019 och sångare är Agnes samt Vargas & Lagola. Senare i maj 2019 avslöjades de övriga låtarna på albumet.
Den 5 december 2019 hölls en hyllningskonsert till Aviciis minne. Några av artisterna på plats var Aloe Blacc, Rita Ora och Sandro Cavazza. Konserten fyllde Friends Arena och sändes på bland annat Aviciis Instagram, Youtube-kanal och SVT Play. Alla pengar som drogs in gick till Tim Bergling foundation. Avicii vann "Årets elektro/dans" på Grammisgalan 2020.
19 augusti 2024 meddelade Tim Berglings familj att Aviciis saker som donerats av familjen ska auktioneras ut, och intäkterna går oavkortat till stiftelsen Tim Bergling Foundation.

### Eftermäle

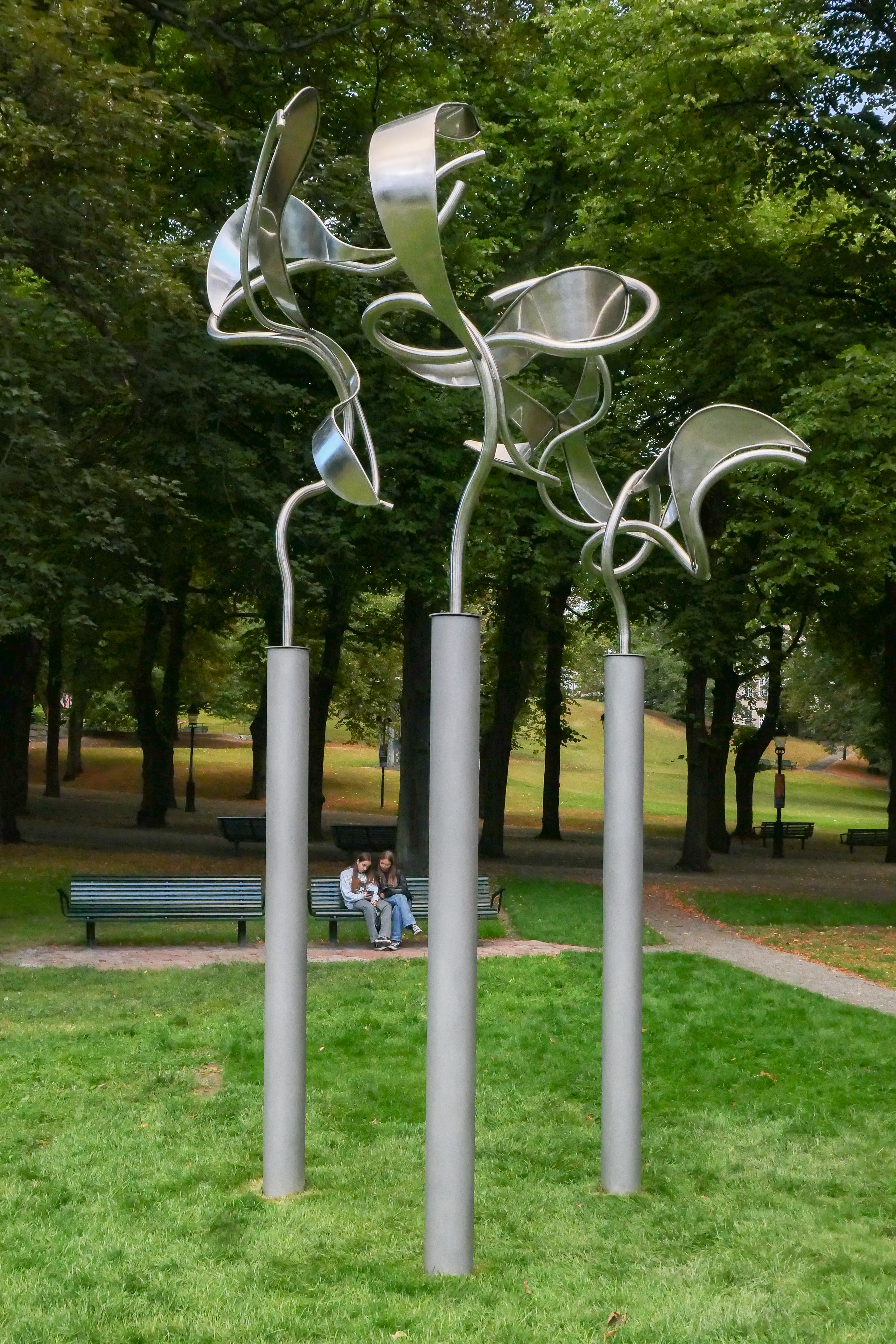
Konstverket "Standing Waves" av Adéle Essle Zeiss och Liva Isakson Lundin, på minnesplatsen för Avicii i Humlegården.

Den 11 februari 2021 beslutade Östermalms stadsdelsnämnd att en minnesplats tillägnad Avicii ska iordningställas i Humlegården och den 19 maj samma år bytte Globen sitt officiella namn från Ericsson Globe till Avicii Arena.

## Diskografi
Studioalbum
- 2013 – True
- 2015 – Stories
- 2019 – Tim

## Filmografi
- 2017 – Avicii: True Stories
- 2024 – Avicii – I'm Tim

## Priser och utmärkelser
- 2012 – Grammis för "Levels" i kategorin "Årets låt"
- 2013 – Musikexportpriset
- 2014 – Grammis i kategorin "Årets artist"
- 2014 – Platinagitarren
- 2014 – Denniz Pop Awards "Grand Prize"
- 2014 – P3 Guld i kategorin "Årets dans"
- 2018 – Rockbjörnen för "Without You" i kategorin "Årets svenska låt"
- 2019 – Grammis i kategorin "Årets hederspris"
- 2020 – Grammis i kategorin "Årets låt" ("SOS")
- 2020 – Grammis i kategorin "Årets elektro/dans" ("TIM")